# Vulpia myuros
Vulpia myuros é uma espécie de planta com flor pertencente à família Poaceae. 
A autoridade científica da espécie é (L.) C.C.Gmel., tendo sido publicada em Flora Badensis Alsatica 1: 8. 1805.

## Portugal
Trata-se de uma espécie presente no território português, nomeadamente em Portugal Continental, no Arquipélago dos Açores e no Arquipélago da Madeira.
Em termos de naturalidade é nativa de Portugal Continental e no Arquipélago da Madeira e introduzida no Arquipélago dos Açores.

## Protecção
Não se encontra protegida por legislação portuguesa ou da Comunidade Europeia.